# Polysyncraton oceanium
Polysyncraton oceanium är en sjöpungsart som beskrevs av Kott 200. Polysyncraton oceanium ingår i släktet Polysyncraton och familjen Didemnidae. Inga underarter finns listade i Catalogue of Life.